# SpaceX CRS-26
SpaceX CRS-26 — 26-я миссия снабжения для беспилотного грузового корабля Dragon 2 компании SpaceX к Международной космической станции в рамках второй фазы контракта Commercial Resupply Services (CRS) с NASA.

## Запуск
Запуск корабля ракетой-носителем Falcon 9 со стартового комплекса LC-39A Космического центра Кеннеди произведён 26 ноября 2022 в 19:20 UTC.

## Сближение и стыковка
Стыковка с зенитным переходником модуля «Гармония» состоялась 27 ноября 2022, 12:39 UTC в автоматическом режиме под контролем астронавтов NASA Николь Манн и Джоша Кассады.

## Полезная нагрузка
Корабль доставил на МКС 3528 кг, включая:
- 1196 кг — две солнечные батареи (iROSA)
- 1062 кг — припасы для экипажа;
- 937 кг — оборудование для научных исследований;
- 296 кг — оборудование для станции;
- 25 кг — оборудование для выхода в открытый космос;
- 12 кг — компьютерное оборудование.